# Milton Margai
Milton Augustus Strieby Margai (Gbangbatoke, 7 december 1895 - Freetown, 28 april 1964) was de eerste minister-president van Sierra Leone.
Margai werd geboren in een groot gezin van achttien kinderen. Hij stamde af van zwarte slaven. Hij doorliep lager- en middelbaar onderwijs aan de zendingsschool van de Evangelische Broedergemeente, tot welk kerkgenootschap hijzelf behoorde.
Na zijn middelbare school studeerde hij medicijnen in Groot-Brittannië en studeerde in 1926 af. Na zijn opleiding te hebben voltooid keerde hij naar Sierra Leone terug en werkte er als arts. Later nam hij zitting in Chief's Raad en werkte voor een landbouworganisatie. 
Na de Tweede Wereldoorlog was hij een vooraanstaand leider in Sierra Leone en sinds 1949 voorzitter van de Sierra Leone People's Party. Bij de Britse autoriteiten bepleitte hij zelfbestuur voor Sierra Leone. 
In 1951 won de SLPP de verkiezingen voor de Wetgevende Vergadering. Margai kwam vervolgens aan het hoofd te staan van de departementen Volksgezondheid, Landbouw en Bosbouw. In 1954 werd hij tot Chief Minister (eerste minister) gekozen. In 1958 werd zijn broer, Albert Margai, tot voorzitter van de SLPP gekozen. Milton Margai trad uit de partij en richtte de Sierra Leone National Party (SLNP) op. 
In 1958 kreeg Sierra Leone een nieuwe grondwet en werd Milton Margai premier. In 1959 werd hij tot ridder geslagen. 
In 1960 vormde Margai een coalitiekabinet waarin hij ook zijn broer opnam. Op 27 april 1961 werd Margai premier van het onafhankelijke Koninkrijk Sierra Leone (staatshoofd: Elizabeth II), vertegenwoordigd door gouverneur-generaal Sir Maurice Dorman. In 1962 werd Margai als premier herkozen. Hij stierf in het ambt. Zijn broer, Albert Margai, volgde hem als premier van Sierra Leone op.
De diepgelovige Milton Margai was zeer bescheiden en wat verlegen. Hij hechtte weinig aan aardse goederen en was een overtuigd democraat.